# Богутовка
Богутовка — река в России, протекает по Кыштовскому району Новосибирской области. Устье реки находится в 487 км по левому берегу реки Тара. Длина реки составляет 14 км.

## Данные водного реестра
По данным государственного водного реестра России относится к Иртышскому бассейновому округу, водохозяйственный участок реки — Иртыш от впадения реки Омь до впадения реки Ишим, без реки Оша, речной подбассейн реки — бассейны притоков Иртыша до впадения Ишима. Речной бассейн реки — Иртыш.